# Giuseppe Donizetti
Bey e Pasha Giuseppe Donizetti (Bergamo, 6 novembre 1788 – Istanbul, 12 febbraio 1856) è stato un compositore italiano.

## Biografia
Figlio di Andrea Donizetti e di Domenica Nava e fratello maggiore del più famoso Gaetano, studiò musica prima con lo zio, Carini Donizetti, e successivamente fu allievo di Johann Simon Mayr. Dopo essersi arruolato nell'esercito di Napoleone (1808), vi prestò servizio come direttore di banda nelle campagne contro l'Austria, in Spagna e all'Elba. Alla caduta di Napoleone, proseguì la carriera come maestro di banda nell'esercito sabaudo.
Nel 1828, tramite l'ambasciatore di Sardegna a Costantinopoli, marchese Groppallo, fu invitato a Istanbul dal sultano Mahmud II (1808–39). Istanbul divenne la sua seconda patria. Fu infatti maestro di musica militare a corte, durante il sultanato di Mahmud II e del suo successore Abdülmecid I (1839-1861). Gli fu conferito inizialmente il grado di colonnello e il titolo di Bey; successivamente fu promosso maggior generale istruttore, e ricevette il titolo di pascià.
Donizetti Paşa, come era chiamato nel Levante, giocò un ruolo significativo nell'introduzione della musica europea nelle bande militari dell'Impero ottomano. Oltre alla supervisione dell'addestramento musicale in stile europeo delle bande militari del moderno esercito di Mahmoud, Donizetti insegnò musica a Palazzo ai membri della famiglia reale ottomana e alle principesse e alle donne dell'harem.

## Attività musicale
Giuseppe Donizetti compose il primo inno nazionale dell'Impero Ottomano: la marcia Mahmudiye (1829), che compose per Mahmud II e che fu suonata per undici anni, e la marcia Mecidiye, che compose per Abdul Mejid nel 1839 e fu anch'essa suonata per ventidue anni come inno nazionale dell'Impero; allestì una stagione annuale dell'opera italiana a Pera; fu organizzatore di concerti e di esibizioni musicali a corte. Ha ospitato e suonato con numerosi virtuosi che hanno visitato Istanbul in quell'epoca, come Franz Liszt, Parish Alvars e Leopold de Meyer. Lo stesso Liszt, nel 1848, compose una Grande Paraphrase de la marche de Donizetti composée pour Sa Majesté le Soultan Abdul Mejid-Khan, pubblicata poi a Berlino nel 1848 . Il fratello Gaetano, che pur non vedendolo mai, gli era unito da un profondo affetto, lo chiamava bonariamente “Il mio fratello turco”.

L'attività musicale di Donizetti è così descritta da Felice Romani, già librettista per Gaetano: 
Giuseppe Donizetti fu decorato con la medaglia İftihar da Mahmud II, con la medaglia Mejîdyye dal Sultano Abdul Mejid I, e, nel 1842, con la Legion d'Onore francese. Per il tramite del fratello Giuseppe, anche Gaetano poté ricevere una decorazione, a seguito della composizione e del dono di due marce per il sultano.

Dopo ventott'anni trascorsi nell'Impero Ottomano, Giuseppe morì a Costantinopoli, nel 1856. Gli succedette Callisto Guatelli. È sepolto nella cripta della Cattedrale del Santo Spirito, situata nei locali del liceo francese di Notre Dame de Sion, a Pera, nell'attuale distretto di Beyoğlu.

## Celebrazioni
In occasione del Bergamo Music Festival, il 4 dicembre 2007, al Teatro Donizetti, il Maestro Emre Araci ha diretto nuovamente la musica del maggiore dei fratelli Donizetti, in un Concerto lirico-sinfonico in due parti, la prima dedicata a: “Le musiche composte e importate da Giuseppe Donizetti per la corte ottomana” e la seconda dedicata a: “La musica classica ottomana all'epoca di Giuseppe Donizetti”.